# Anastasios Bountouris
Anastasios "Tasos" Bountouris (em grego:  Αναστάσιος Μπουντούρης; Piraeus, 2 de agosto de 1955) é um velejador grego, medalhista olímpico. Ele competiu nos Jogos Olímpicos de Verão de 1980 na classe Soling e conquistou a medalha de bronze, ao lado de Anastasios Gavrilis e Aristidis Rapanakis. Ele foi o primeiro grego a competir em seis Jogos Olímpicos, conquista até agora igualada apenas pela atiradora Agathi Kassoumi.
Em 1981, Boundouris garantiu a medalha de prata no Campeonato Mundial de Anzio junto com Gavrilis e Rapanakis.